# Malcolm Grant
Malcolm Montgomery Grant (Brooklyn, 21 giugno 1988) è un ex cestista statunitense.